# Holunder-Knabenkraut

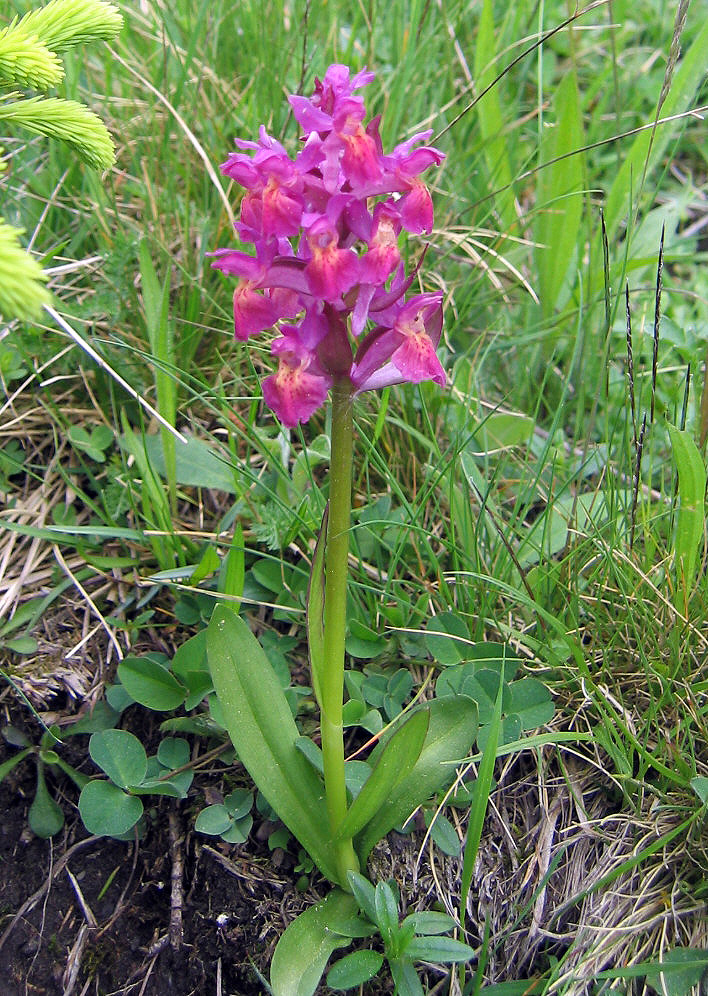
Rot blühendes Holunder-Knabenkraut

Die Holunder-Knabenkraut (Dactylorhiza sambucina) ist eine Pflanzenart aus der Gattung der Knabenkräuter (Dactylorhiza) in  der Familie der Orchideen (Orchidaceae).

## Beschreibung
Das Holunder-Knabenkraut ist eine ausdauernde, krautige Pflanze, die Wuchshöhen von etwa 10 bis 30 Zentimetern erreicht.
Am oben kantigen Stängel sind vier bis sechs verkehrt-lanzettliche Laubblätter verteilt. Sie sind immer ungefleckt und laufen spitz zu.

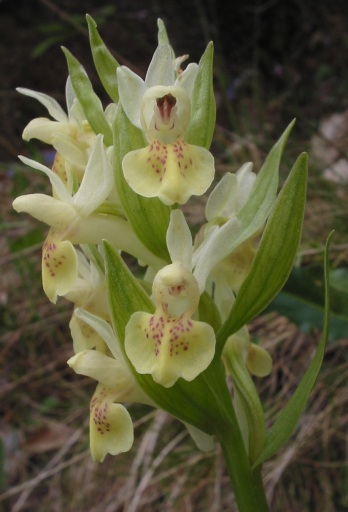
Blütenstand der gelbblühenden Form

Die Blüten sind in einer bis zu 15 Zentimeter langen, dichten und reichblütigen Ähre zusammengefasst. Die laubblattähnlichen Tragblätter sind grün gefärbt. Die untersten überragen deutlich die Blüten. Die schwach nach Holunder duftenden Blüten sind hellgelb bis leuchtend gelb oder orange- bis purpurrot gefärbt, die Lippenmitte jedoch immer mit dunkelroten Punkten versehen. Das Mengenverhältnis der beiden Farbvariationen (Blütenfarbenpolymorphismus) ist variabel, Mischfarben sind selten. Die seitlichen Sepalen sind zurückgeschlagen. Die fast runde Lippe ist undeutlich dreilappig. Der Sporn ist meist steil abwärts gebogen.
Die Blütezeit reicht je nach Höhenlage und Standort von Ende April bis Juni.

### Chromosomenzahl
Die Chromosomenzahl beträgt 2n = 40 oder 42.

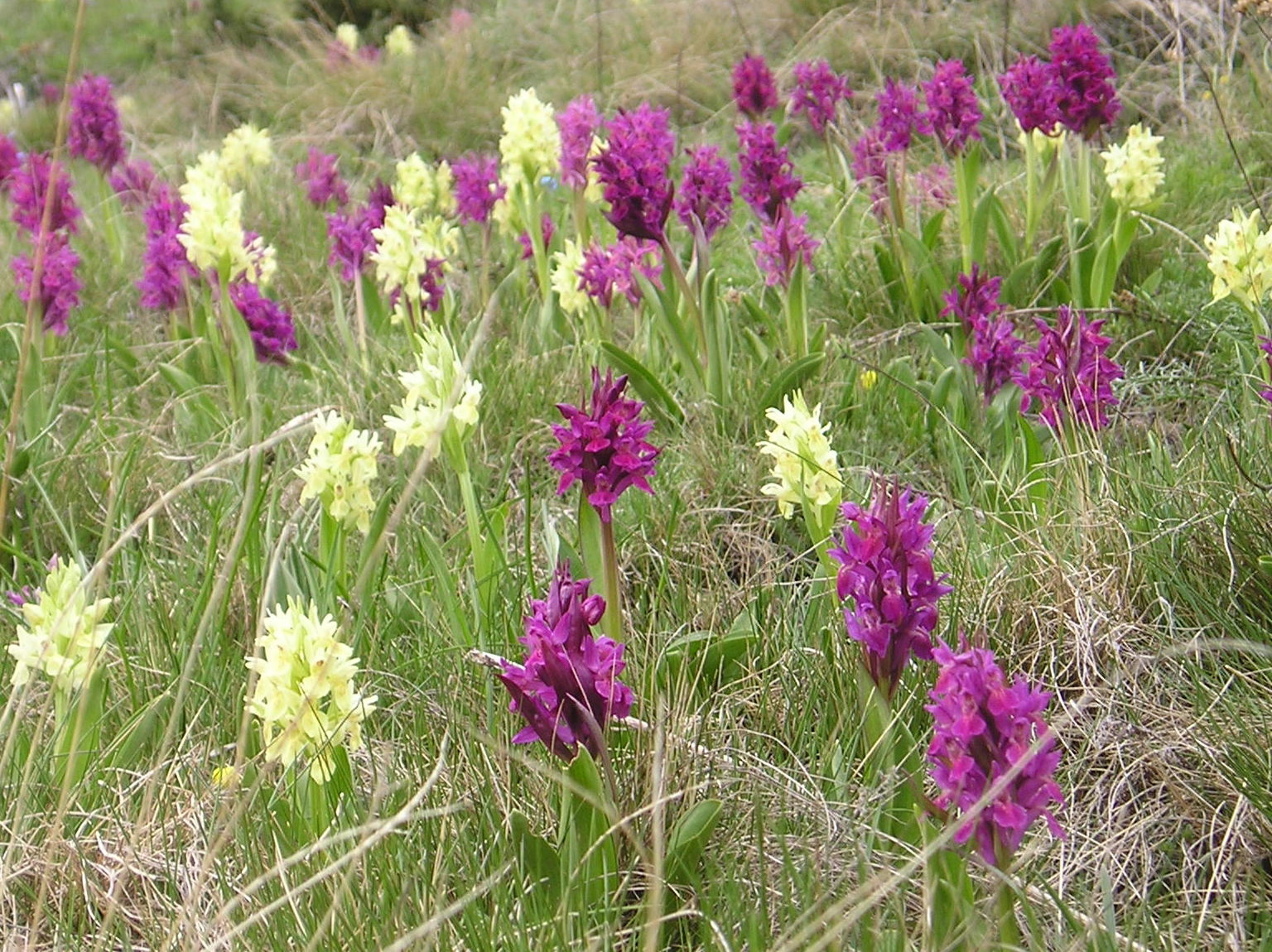
Holunder-Knabenkraut in Andorra

## Verbreitung
Das Verbreitungsgebiet umfasst fast ganz Europa, beschränkt sich im Mittelmeergebiet aber auf die Gebirge. Es reicht von Spanien und Griechenland bis zur Ukraine, Norwegen und Finnland. Die Art kommt in fast allen Ländern Europas vor und fehlt nur in Portugal, Irland, Island,  Großbritannien, Belgien, den Niederlanden, Moldau, Griechenland, der Türkei und Russland. Sie kommt von der collinen bis zur alpinen Höhenstufe vor. In Deutschland steigt sie in den Alpen bis 1200 m Seehöhe, in anderen Alpenländern bis auf 2000 m. Nach Baumann und Künkele hat die Art in den Alpenländern folgende Höhengrenzen: Deutschland 980–1200 Meter, Frankreich 300–2400 Meter, Schweiz 600–2200 Meter, Österreich 300–2000 Meter, Italien 260–2280 Meter, Slowenien 280–1840 Meter. Sie steigt von 30 Meter bis 2400 Meter Meereshöhe auf.
In den Alpen ist sie lokal häufig, aber streckenweise – vor allem in Deutschland – fehlend. In Österreich ist die Art zerstreut anzutreffen. In Vorarlberg und Nordtirol ist sie ausgestorben.

## Standorte und Verbreitung in Mitteleuropa
Die Pflanze bevorzugt als Standort magere, extensiv bewirtschaftete Wiesen und Weiden auf kalkfreiem oder oberflächlich entkalktem Untergrund. Das Holunder-Knabenkraut besiedelt mäßig saure bis schwach basische, kalkarme, meist lockere und sandig-steinige Lehmböden, die etwas humös sein sollten, es bevorzugt Bergwiesen, geht aber auch in lichte Wälder. Es gedeiht gern auf Porphyr oder Gneis. Es ist eine Charakterart des Viscario-Festucetum aus dem Verband Koelerio-Phleion phleoidis, kommt aber auch in Gesellschaften des Verbands Violion caninae oder magerer Gesellschaften der Ordnung Arrhenatheretalia elatioris vor.
Es kommt an seinen Standorten oft in kleineren, lockeren Beständen vor.
Das Holunder-Knabenkraut war in Mitteleuropa schon immer sehr selten, es kommt dort nur in kalkarmen Mittelgebirgen, im Alpenvorland und in den Alpen vor, und es ist heute wegen der Standortvernichtung durch „Meliorisierung“ in seinem Bestand bedroht. In der Schweiz ist die Art "potenziell bedroht".
Die ökologischen Zeigerwerte nach Landolt & al. 2010 sind in der Schweiz: Feuchtezahl F = 2+w+ (frisch aber stark wechselnd), Lichtzahl L = 4 (hell), Reaktionszahl R = 2 (sauer), Temperaturzahl T = 3 (montan), Nährstoffzahl N = 3 (mäßig nährstoffarm bis mäßig nährstoffreich), Kontinentalitätszahl K = 4 (subkontinental).

## Naturschutz
Das Holunder-Knabenkraut ist in Deutschland durch die BArtSchV besonders geschützt.

## Taxonomie
Das Holunder-Knabenkraut wurde 1755 von Carl von Linné in Flora Suecica ed. 2, S. 312 als Orchis sambucina erstbeschrieben. Die Art wurde 1962 durch den ungarischen Botaniker Károly Rezső Soó von Bere (1903–1980) in Nomina Nova Generis Dactylorhiza S. 3 als Dactylorhiza sambucina (L.) Soó in die Gattung Dactylorhiza gestellt. Ein Synonym ist Dactylorchis sambucina (L.) Verm.